# Basil Bennett

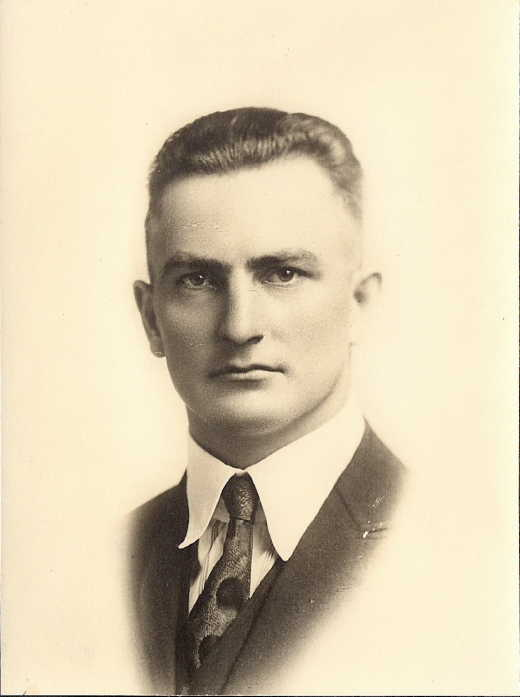
Basil Bennett

Basil Bennett (Basil B. Bennett, Nachname auch Bennet geschrieben; * 30. November 1894 in Dudley, Edgar County, Illinois; † 19. August 1938 in Maywood, Illinois) war ein US-amerikanischer Hammerwerfer.
Bei den Olympischen Spielen 1920 in Antwerpen gewann er mit 48,25 m die Bronzemedaille hinter seinem Landsmann Pat Ryan (52,875 m) und dem Schweden Carl Johan Lind (48,43 m).
Seine Bestleistung von 48,27 m stellte er am 1. September 1923 in Chicago als Dritter der US-Meisterschaft auf. 
Basil Bennett graduierte an der University of Illinois.